# Orchon gol
Orchon gol (mongolsky Орхон гол) je řeka v Mongolsku (Severochangajský, Bulganský, Selengský, Orchonský ajmag). Je 1124 km dlouhá a je tak nejdelší řekou v Mongolsku. Povodí má rozlohu 132 800 km².

## Průběh toku
Pramení v Changajských horách a teče převážně v úzké dolině, která má místy charakter kaňonu. Vytváří zde vodopád vysoký přibližně 20 m. Na středním toku je dolina stále hluboká a členitá. Na dolním toku, kde řeka opouští hory, se dolina rozšiřuje na 100 až 150 m. Ústí zprava do Selengy (povodí Jeniseje).

## Vodní stav
Průměrný roční průtok vody v ústí činí přibližně 120 m³/s. Nejvyšších vodních stavů dosahuje na jaře, díky tání sezónního sněhu. V létě dochází k povodním, které jsou způsobené dešti. Zamrzá od listopadu do dubna.

## Využití
Využívá se k plavení dřeva. Vodní doprava je možná do města Süchbátar a při velké vodě až k ústí řeky Túl gol.
Na březích v údolí řeky se nachází množství památek, pro které bylo Orchonské údolí v roce 2004 organizací UNESCO zařazeno ke světovému dědictví.